# Chilelopsis
Chilelopsis là một chi nhện trong họ Nemesiidae.
Chilelopsis được miêu tả năm 1995 bởi Goloboff.

## Các loài
Chilelopsis có các loài sau:
- Chilelopsis calderoni Goloboff, 1995
- Chilelopsis puertoviejo Goloboff, 1995
- Chilelopsis serena Goloboff, 1995